# Orchestina saltitans
Orchestina saltitans là một loài nhện trong họ Oonopidae.
Loài này thuộc chi Orchestina. Orchestina saltitans được Richard C. Banks miêu tả năm 1894.